# 중국남방항공 3943편 추락 사고
중국남방항공 3943편 추락 사고(중국어: 中国南方航空3943号班机空难)는 1992년 11월 24일, 중화인민공화국 광저우 바이윈 국제공항에서 구이린 치펑링 공항으로 향하던 중국남방항공 소속 여객기가 착륙 도중 추락해 탑승자 141명이 전원 사망한 사고이다. 조사 결과 2번 엔진에서 오토스로틀(자동 추력 조절장치) 밸브의 고장으로 추력에 문제가 있었던 것으로 밝혀졌다.

## 국적별 탑승 인원
| 국적           | 탑승객 | 승무원 | 합계 |
| -------------- | ------ | ------ | ---- |
| 중화인민공화국 | 120    | 10     | 128  |
| 중화민국       | 9      | 0      | 9    |
| 스페인         | 2      | 0      | 2    |
| 마카오         | 1      | 0      | 1    |
| 캐나다         | 1      | 0      | 1    |
| 합계           | 131    | 10     | 141  |